# Kvas (pijača)
Kvas je nizkoalkoholna pijača, katere glavne sestavine so kruh, moka, kvas in voda. Vsebnost alkohola je med 0,05 in 1,44 %. Priljubljen je v Rusiji, Ukrajini, Belorusiji, na Poljskem in v baltskih državah, kjer so ulični prodajalci pogost prizor v mestih.
Beseda 'kvas' izhaja iz staroslovenske kvase iz praslovanskega *kvasъ ('kvasovka', 'fermentirana pijača') in končno iz proto-indoevropske baze *kwat- ('kisla'). Danes so besede skoraj enake: belorusko квас, latinizirano: kvas; rusko квас, dob. 'kvas'; ukrajinsko квас/хлібний квас/сирівець, latinizirano: kvas/khlibny kvas/syrivets; poljsko kwas chlebowy ('kruhov kvas', pri čemer se pridevnik uporablja za razlikovanje od kwas, 'kislina', prvotno od kwaśne, 'kislo'); latvijsko kvass; romunsko cvas; madžarsko kvasz; srbsko kвас; kitajsko: 格瓦斯 / 克瓦斯; pinjin: géwǎsī / kèwǎsī. Nekatere, ki niso povezane, vključujejo litovsko gira ("napitek", podobno latvijskemu dzira), estonsko kali in finsko kalja.